# Ophiuche hicetasalis
Ophiuche hicetasalis là một loài bướm đêm trong họ Erebidae.